# Шта су скривиле?
Шта су скривиле? : страдање беба у Клиничко-болничком центру Бања Лука, у мају и јуну 1992. је историјска студија чија је тема страдање 12 бањалучких беба у Клиничко-болничком центру Бања Лука због недостатка кисеоника током маја и јуна 1992. године. Аутор је Никола Борковић, а књигу је објавио Републички центар за истраживање рата, ратних злочина и тражење несталих лица из Бања Луке. Наслов студије је стих из пјесме "Дванаест звјездица" која је посвећена овом догађају.

## О аутору
Никола Борковић је рођен у Бањој Луци. Историју је дипломирао на Филозофском факултету Универзитета у Бањој Луци 2015. године. Запослен у Републичком центру за истраживање рата, ратних злочина и тражење несталих лица.

## О књизи
У студији се детаљно објашњавају околности које су довеле до хуманитарне кризе која је погодила тадашњу Аутономну регију Крајину у прољеће 1992. Посебан фокус истраживања била је Бања Лука као регионални центар и Клиничко-болнички центар као највећа здравствена установа у том дијелу, односно стање у самој болници и страдању дванаест новорођених беба у периоду од 22. маја до 19. јуна 1992. Криза је била посљедица копнене блокаде од стране хрватско-муслиманске коалиције као и утицаја међународних чинилаца. Немогућност снадбјевања довеле су до тога да је у већим градовима, посебно у Бања Луци, дошло до нестанка основних животних намирница, лијекова и медицинских средстава. Врхунац ове хуманитарне кризе догодио се у бањолучкој болници гдје је због недостатка кисеоника живот изгубило дванаест, тек рођених, беба. Само једна од њих је поживјела довољно дуго да су родитељи могли да јој дају име.
Описана је борба љекара и медицинског особља да се сачувају животи дјеце, солидарност и хуманост грађана, предузећа и хуманитарних организација Бање Луке који су достављали неопходни кисеоник, залагање новинара да ова вијест изађе ван оквира Аутономне регије Крајина и буде доступна међународној јавности, труд готово заборављене доброчинитељке Дивне Кундајице, представнице бањолучког Кола српских сестара која је уз помоћ Срба који су радили у Аустрији успјела обезбиједити новчана средства са којима су купљена два постројење за производњу кисеоника и која су допремљена у Бању Луку након пробоја "Коридора", апеле које су Организацији Уједињених нација упућивали јавне и угледне личности из различитих сфера друштвеног живота Савезне републике Југославије (Патријарх Павле, Добрица Ћосић, Десанка Максимовић, Светлана Цеца Бојковић, Мира Алечковић, Мира Бањац итд), подвиг пилота хеликоптера Ми-8т (из састава Ваздухопловства и противваздушне одбране Војске Републике Српске), који су у два дана, летећи преко непријатељске територије допремили драгоцјени кисеоник, говори се и колико су трагична дешавања у Kлиничко-болничком центру и страдање беба убрзале извођење операције Коридор, да су оне биле додатни мотив, да је пробој Коридора била битка за живот након које је српски народ у АРК и западном дијелу Републике Српске након више од мјесец дана изолације "продисао слободом". Аутор паралелно прати и стање на одјелу за хемодијализу Интерне клинике КБЦ гдје је због недостатка течности за хемодијализу преминуло троје бубрежних болесника. Истраживање је обухватило и стање у другим здравственим установама и медицинским центрима (Босанска Градишка, Приједор, Книн, Скендер Вакуф итд...) који су такође били погођени несташицом кисеоника, лијекова и медицинских средстава. Разматра се и однос међународне јавности према дешавањима у Бањој Луци и тадашњим дешавањима у Сарајеву као и односу званичног Сарајева према дешавањима у Бањој Луци. Студија на основу докумената и истраживачког рада даје и одговоре на бројне контраверзе (Да ли је било забране лета, нетачна легенда на спомен-обиљежју "Живот", допремење кисеоника од стране хуманитарне организације "Каритас", политичка (зло)употреба трагедије, да је трагедија измишљена и плод српске пропаганде итд) које су настале због недовољне инфоримсаности о овој трагедији.
Дио књиге посвећен је личним свједочењима мајки страдалих беба. По први пут јавности је представљено 11 интегралних животних прича мајки од којих њих четири по први пут говоре. У овој студији по први пут буду сабрани сви доступни подаци који говоре о страдању беба током маја и јуна 1992. у КБЦ. Ту су се нашли тачно наведени сви биографски подаци страдалих беба (име и презиме мајке, пол, датум рођења и датум смрти) што до сада није био случај.